# Proudová smyčka

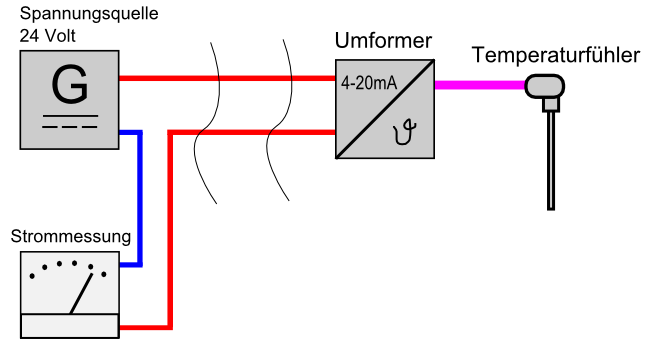
Ukázka propojení teplotního senzoru a analogového měřícího přístroje analogovou proudovou smyčkou

Proudová smyčka je signalizační rozhraní používané pro přenos informací v prostředích s vysokou hladinou rušení, kde obvykle používaný způsob reprezentace signálu pomocí napětí není dostatečně spolehlivý. Proudová smyčka využívá důsledek Kirchhoffových zákonů, podle kterých proud protékající uzavřenou smyčkou bez odboček má ve všech místech smyčky stejnou velikost.
Proudová smyčka se používá pro přenos digitálních i analogových signálů. K nejvýznamnějším (a přes sto let starým) použitím proudové smyčky pro přenos digitálního signálu patří připojení dálnopisů, k novějším pak rozhraní MIDI pro připojení elektronických hudebních nástrojů. Analogová proudová smyčka se používá pro přenos signálu z teplotních a jiných čidel a pro připojení analogových telefonů v průmyslových aplikacích.

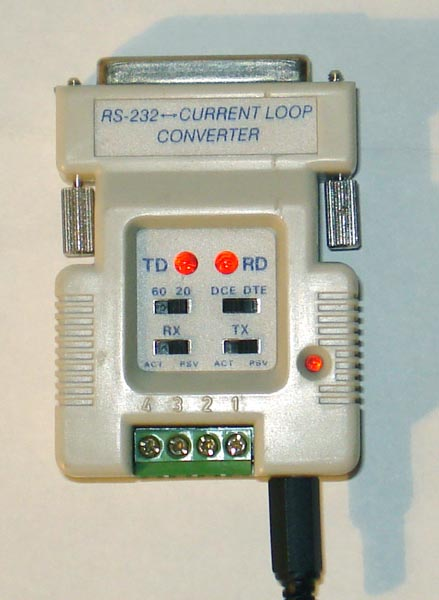
Převodník mezi rozhraním RS-232 a rozhraním proudové smyčky

Vysílač je v nejjednodušším případě tvořen regulovatelným zdrojem proudu; přijímač obvykle neměří přímo proud, ale úbytek napětí na bočníku s nízkou impedancí.

## Analogová proudová smyčka
Používání napětí pro přenos analogové informace vedením mezi vysílačem a přijímačem není vhodné, protože vnitřní odpor vedení způsobuje úbytky napětí, což přenášenou informaci zkresluje. Tento vliv lze snížit použitím vstupů s vysokou impedancí. Vysoká impedance obvodu však způsobuje velkou citlivost na rušení kapacitního a induktivního charakteru.
Proto se pro přenos informací (např. výsledků měření) na delší vzdálenosti dává přednost použití proudu (4 až 20 mA). Vnitřní odpor vedení a tím i pokles napětí pak hraje velmi malou roli. Přitom velikost přenášené veličiny je dostatečně velká ve srovnání s rušením způsobeným kapacitní vazbou (např. síťovým brumem 50 Hz). Pronikání rušení vlivem induktivní vazby lze do značné míry minimalizovat použitím kroucené dvojlinky.
Použití proudového rozhraní (4 až 20 mA) podle normy přináší další výhody:
- Proud nejméně 4 mA umožňuje napájení čidla (vystačí se pouze s jedním dvoudrátovým připojením).
- Lze detekovat přerušení kabelu (proud menší než 4 mA).

## Digitální proudová smyčka
Při digitálním přenosu je místo obvykle používané úrovně napětí interpretována přítomnost nebo nepřítomnost proudu jako binární informace.
Rozhraní proudové smyčky 20 mA je standardizováno normou DIN 66258, kde se používá maximální úroveň napětí naprázdno 24 V. Použití relativně vysokého napětí se strmými hranami signálu vede ke značným přeslechům na vedení, proto přenos signálů proudové smyčky 20 mA telekomunikačními kabely není dovolen.